# Йохан Фердинанд фон Зикинген-Хоенбург
Йохан Фердинанд Себастиан Майнрад фон Зикинген-Хоенбург (на немски: Johann Ferdinand Sebastian Meinrad von Sickingen-Hohenburg; * 21 януари 1715 в Ебнет при Фрайбург в Брайзгау; † 23 ноември 1772) е благородник от стария благороднически род фон Зикинген от Крайхгау в Баден-Вюртемберг, фрайхер на Зикинген-Хоенбург.
Той е син на фрайхер Фердинанд Хартман фон Зикинген-Хоенбург (1673 – 1743) и съпругата му Мария Елизабет Сидония Маршал фон Папенхайм (1680 – 1734), дъщеря на Марквард Йохан Вилхелм Маршал фон Папенхайм (1652 – 1686) и Мария Розина Констанция Шенк фон Щауфенберг († 1683). Племенник е на Казимир Антон фон Зикинген (1684 – 1750), княжески епископ на Констанц (1743 – 1750).
Син му Йохан Непомук фон Зикинген-Хоенбург (1745 – 1795) заедно с имп. кемерер Казимир Фердинанд фон Хоенберг и фрайхер Фердинанд Адам фон Зикинген-Хоенбург са издигнати на 19 февруари 1790 г. на имперски графове.

## Фамилия
Йохан Фердинанд фон Зикинген-Хоенбург се жени за фрайин Мария Анна София фон Грайфенклау-Фолратс (* 15 април 1722, Фридберг, Хесен; † октомври 1758, Ебнет), дъщеря на фрайхер Йохан Ервайн фон Грайфенклау цу Фолрадс (1663 – 1727) и фрайин Мария Доротея фон и цу Франкенщайн († 1756). Те имат син:
- Йохан Непомук Казимир Фердинанд фон Зикинген-Хоенбург (* 11 януари 1745, Юберлинген; † 29 май 1795, Вюрцбург), граф, женен на 1 май 1774 г. за Мария Амалия Йозефа Валбурга Шпет фон Цвифалтен-Хетинген (* 21 октомври 1757, Мерсбург ; † 22 март 1800, Вюрцбург); баща на:
  - Вилхелм фон Зикинген-Хоенбург (* 2 декември 1777, Констанц; † 7 март 1855); има дъщеря